# Діброва (Малинська міська громада)
Дібро́ва — село в Україні, у Малинській міській територіальній громаді Коростенського району Житомирської області. Населення становить 448 осіб (2001).

## Історія
12 червня 2020 року, відповідно до розпорядження Кабінету Міністрів України № 711-р «Про визначення адміністративних центрів та затвердження територій територіальних громад Житомирської області», територію та населені пункти Дібрівської сільської ради включено до складу Малинської міської територіальної громади Коростенського району Житомирської області.

## Населення

### Мова
Розподіл населення за рідною мовою за даними перепису 2001 року:
| Мова       | Кількість | Відсоток |
| ---------- | --------- | -------- |
| українська | 440       | 98.21%   |
| румунська  | 8         | 1.79%    |
| Усього     | 448       | 100%     |